# Битва на реке Шайо
Битва на реке Шайо или  битва в долине Мохи (венг. Muhi csata, рум. Bătălia de la Muhi, хорв. Bitka na rijeci Šajo, словац. Bitka pri rieke Slaná) — сражение, произошедшее 11 апреля 1241 года между войсками венгерского короля Белы IV и его брата, хорватского герцога Коломана, с одной стороны, и монгольскими войсками во главе с Батыем, Шибаном, Каданом и Субэдэем, с другой стороны, во время Западного похода монголов в 1240—1242 годах на Юго-Западную Русь и в Центральную Европу. Венгерская армия потерпела сокрушительное поражение.

## Предыстория
В 1240 году, во время монгольского нашествия на Русь, венгерский король Бела IV отклонил сватовство сначала сына Михаила Всеволодовича Черниговского Ростислава к своей дочери Анне, а затем сына Даниила Романовича Галицкого Льва к своей дочери Констанции, при их личных визитах в Венгрию. Каждый из этих визитов был хронологически связан с монгольской угрозой Киеву.
Основные силы монголов, взяв Галич, вторглись в Венгрию 12 марта 1241 года через карпатские проходы Мункач (Мукачево) и Унгвар (Ужгород), и уже 16 марта передовой отряд монголов (Шибан, 10 тыс. всадников) появился под Пештом. Корпус Кадана следовал более южным маршрутом, через Молдавию и Трансильванию, разорив венгерские города Варадин, Арад, Перг, Егрес, Темешвар, но к моменту сражения присоединился к основной группе.

## Силы сторон
Монгольское войско, вторгнувшееся с галицко-волынских земель в Центральную Европу, не превышало 100 тыс. чел., при этом считается, что в Польшу во главе с Байдаром двинулось 3 тумена, а основные силы разделились на три группы и были двинуты против Венгрии.
Согласно сообщению Гильома де Рубрука, войско короля Венгрии в 1253 году насчитывало до 30 тысяч воинов. Но эта оценка была высказана уже после монгольского вторжения. Перед битвой к венгерским войскам присоединилась армия герцога Хорватии Коломана и общая численность венгеро-хорватского войска могла насчитывать 60 тысяч воинов.
Джувейни, оценивающий силы, влившиеся в состав монгольского войска, — половцев и народов Урала и Поволжья (башгирдов) в 450 тыс. воинов, упоминает сообщение Шибана о том, что их вдвое больше монгольского войска. Рашид ад-Дин в аналогичном рассказе пишет о 400 тыс. воинов, однако, относя это к событиям в Волжской Булгарии в 1236 году.

## Ход битвы

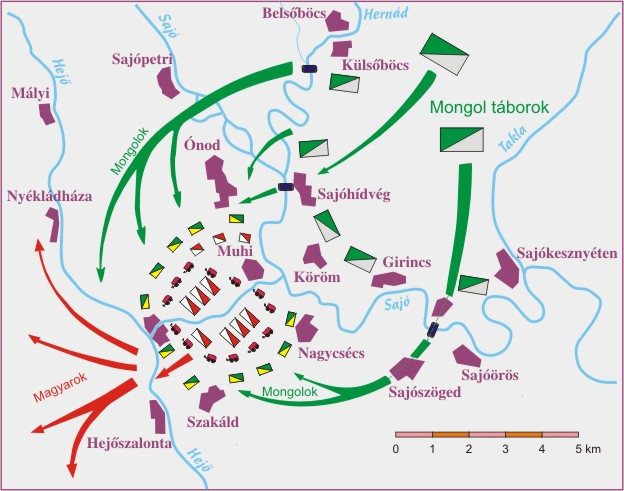
План сражения

Венгерско-хорватское войско 6 дней преследовало монгольский передовой отряд, на седьмой день вечером остановилось в долине Мохи перед рекой Шайо.
Ночью основные силы монгольского войска во главе с Субэдэем переправились через реку на левом фланге, обойдя венгерский лагерь с юга, другая часть монголов (Батый, Шибан) захватила мост через реку, оттеснив венгерский охранительный отряд. Утром монголы начали обстрел расположенного в долине венгерского лагеря с окружающих холмов из луков и камнемётных машин, затем ворвались в лагерь. Монголы не замкнули кольцо окружения. Венгерское войско обратилось в бегство, монголы постепенно уничтожали его в ходе преследования на протяжении 6 дней и на плечах бегущих ворвались в Пешт.

## Последствия

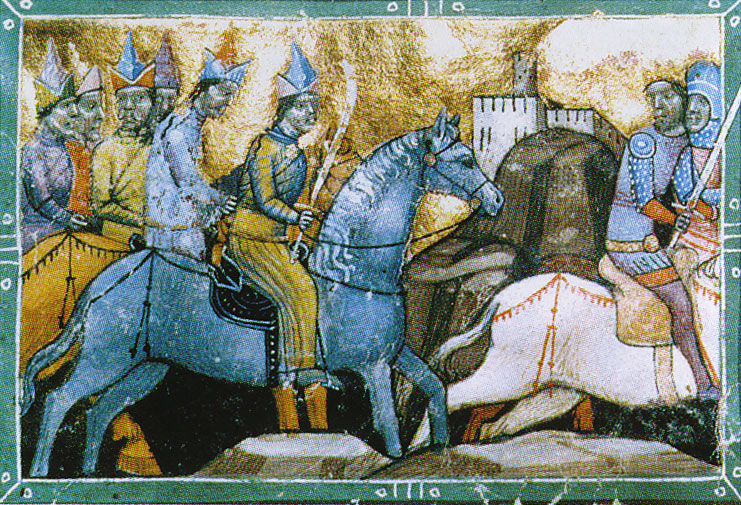
Венгерский король Бела IV бежит от монгольского войска Кадана

Гибель войска сделала венгерские земли беззащитными перед лицом завоевателей. Корпус Кадана от Пешта прошёл к Адриатическому морю, разорив Хорватию и Далмацию.
Бела IV бежал под защиту австрийского герцога Фридриха II, отдав ему за помощь против монголов казну и три венгерских комитата. Корпус Батыя, соединившись с пришедшим из Польши после победы при Легнице корпусом Байдара, не рискнул столкнуться с соединёнными силами Чехии, Австрии и Каринтии (по другой версии, причиной поворота монголов на восток стало получение известия о смерти великого хана Угэдэя в декабре 1241 года). На обратном пути монгольские войска разграбили и выжгли поселения Сербии и Болгарии.